# Moldovenești
Moldovenești (węg. Várfalva-Aranyosrákos) – wieś w Rumunii, w okręgu Kluż, w gminie Moldovenești. W 2011 roku liczyła 1207 mieszkańców.